# Ironoquia dubia
Ironoquia dubia (polska nazwa: chochlik psotny) – gatunek owada wodnego z rzędu chruścików, z rodziny bagiennikowatych (Limnephilidae). Larwy budują przenośne, lekko zagięte domki, zbudowane z detrytusu, zespojonego jedwabną przędzą. Reofilny limneksen, rzadko spotykany w litoralu jezior torfowiskowych, w strefie helofitów. Typowym siedliskiem larw są okresowo wysychające podczas lata śródleśne rowy melioracyjne. Gatunek przywędrował do Europy z Syberii. Może być uważany za synantropa, związany z krajobrazem rolniczym. Gatunek palearktyczny, nie występuje w południowej Europie.
W Polsce okresowo wysychające cieki, typowe dla krajobrazu naturalnego, zamieszkują także i inne gatunki chruścików, m.in. z rodzaju Micropterna (Micropterna sequax, Micropterna nycterobia) i Stenophylax (Stepophylax permistus, Stenophylax vibex). Gatunki z tej grupy ukształtowały się prawdopodobnie w regionie śródziemnomorskim w wysychających latem strumieniach.
W Polsce kilka larw złowiono w limnokrenach Wyżyny Krakowsko-Częstochowskiej. Na Pojezierzu Mazurskim często spotykane larwy w śródleśnych strumieniach (czasami wysychających latem). Larwy spotykane w torfiankach na Pojezierzu Wielkopolskim. Ironoquia dubia nie występuje w południowej Europie, Irlandii i Islandii, larwy występują w roślinności rzek. Limneksen.